# Jamides cephion
Jamides cephion är en fjärilsart som beskrevs av Druce 1891. Jamides cephion ingår i släktet Jamides och familjen juvelvingar. Inga underarter finns listade i Catalogue of Life.